# Sollentunahem
Aktiebolaget Sollentunahem är ett svenskt allmännyttigt bostadsföretag som har sin verksamhet inom Sollentuna kommun.
Sollentunahem utvecklar och förvaltar idag ungefär 5 000 hyresrätter och 200 lokaler  över hela Sollentuna kommun. VD sedan oktober 2020 är Anna Mellström. Styrelsen består av 6 politiskt tillsatta ledamöter och 3 suppleanter.